# Zlatý jelen
Zlatý jelen (rumunsky Cerbul de Aur, anglicky Golden Stag Festival) byl mezinárodní hudební festival, který se konal v rumunském Brašově.
Hlavním organizátorem byla veřejnoprávní Societatea Românǎ de Televiziune. Festival měl dvě hlavní části: mezinárodní soutěž a vystoupení rumunských a zahraničních hvězd. Festival se poprvé konal v roce 1968.
V průběhu let zde vystoupili známí umělci, včetně Jacquese Hustina, Gilberta Bécauda, Josephiny Baker, Toto Cutugna, Jamese Browna, Kylie Minogue, Diany Ross, Christiny Aguilery, Cyndy Lauper, Kennyho Rogerse, Jerryho Lee Lewise, Raye Charlese, UB 40, INXS, Scorpions, Toma Jonese, Rickyho Martina, P!nk, Sheryl Crow, The Kelly Family, t.A.T.u., Ruslany a mnoha dalších.
V uplynulých letech byl festival zcela sponzorován televizí TVR poté, co se Magistrát města Brašov a Rumunské ministerstvo kultury rozhodli zastavit financování akce.